# Tomas Cronholm
Tomas Cronholm, född den 23 september 1943 i Stockholm, är en svensk kemist och professor emeritus i medicinsk och fysiologisk kemi vid Karolinska institutet (KI). Han är en uppmärksammad alkoholforskare.

## Akademisk karriär
Cronholm tog studentexamen vid Solna gymnasium 1962, läste därefter medicin vid Karolinska Institutet och disputerade där 1972 vid kemiska institutionen. Samma år antogs han som docent i medicinsk och fysiologisk kemi och blev 1973 universitetslektor. 
Utöver verksamheten vid KI:s kemiska institutionen, numera institutionen för medicinsk biokemi och biofysik, har Cronholm varit tillförordnad professor i medicinsk näringslära och i experimentell alkohol- och narkotikaforskning. Under sju år var han studierektor och ansvarade då som kurskommittéordförande för att införa en integrerad kurs i cellbiologi, histologi och kemi under läkarutbildningens första termin. 
Cronholm utnämndes att från april 1996 vara biträdande professor i medicinsk och fysiologisk kemi vid Karolinska Institutet, och från januari 1999 till full professor i samma ämne. År 2008 höll han sin avskedsföreläsning.

### Forskningens innehåll
Cronholm har i sin forskning studerat metabolismen av alkohol och effekter av alkohol på den normala metabolismen i framför allt lever, bukspottkörtel och testikel. Experimentellt har Cronholm arbetat med stabila isotoper och gaskromatografi-masspektrometri. Detta har krävt metodutveckling, vars resultat lämnat upplysningar om normal metabolism av lipider, steroider och i citronsyracykeln.

## Övrigt encyklopediskt
Tomas Cronholm är gift med Margareta och paret har två döttrar, Ellen och Bodil.
Cronholm är aktiv inom science fiction-fandom i Sverige och Skandinavisk förening för science fiction. Sedan 1999 ger han oregelbundet ut sitt eget fanzine, Bug Eyed Monsters, ofta förkortat BEM. Texter ur fanzinet återfinns online under namnet BEMs Blog.

## Utmärkelser

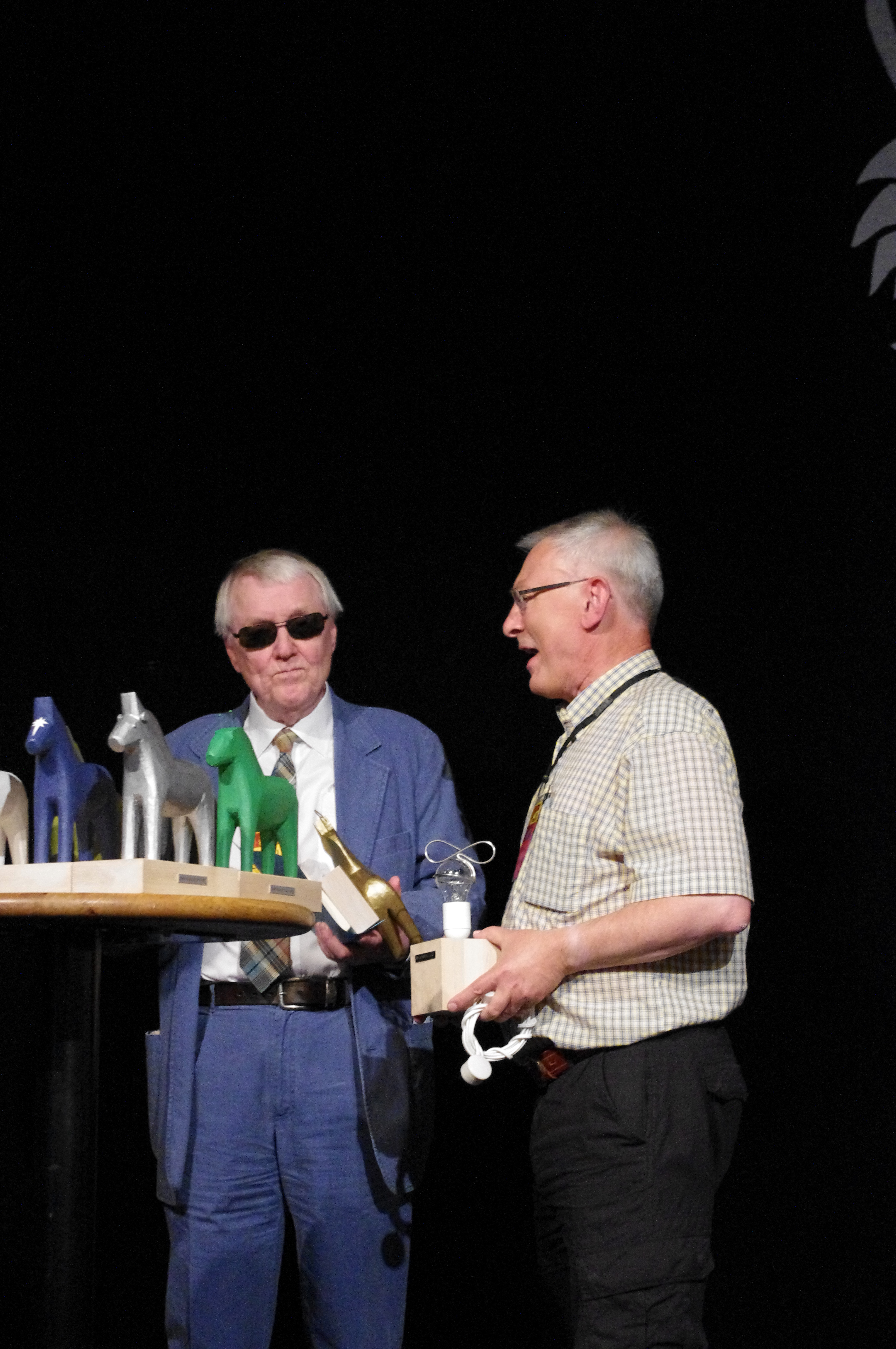
Cronholm (till höger) tar emot Alvarpriset 2011. Till vänster i bild står Sam J. Lundwall.

- Fakultetsstyrelsens pedagogiska pris år 1995 för sitt arbete med läkarutbildningen.
- Alvar Appeltoffts Minnespris 2010 för sin gärning inom science fiction-rörelsen.[5]